# ミルトン・ヒューメイソン
ミルトン・ラ・サール・ヒューメイソン（Milton La Salle Humason, 1891年8月19日 - 1972年6月18日）は、アメリカ合衆国の天文学者である。日本語ではハマソン、フーマソン、フマーソンなどとも表記される。

## 経歴
ミネソタ州ダッジセンター生まれ。ヒューメイソンは14歳で学校を中退し、それ以降正式な教育を受けなかった。山、特にウィルソン山を愛した彼は、ウィルソン山天文台の建設中に資材や設備を山へ運ぶラバ使いとなった。1917年、ヒューメイソンはウィルソン山天文台の守衛として雇われ、全くの興味から天文台の夜間の助手となることを志願した。ヒューメイソンは博士号どころか高校卒業の資格も持っていなかったが、その静かな態度とスキルが研究者たちから認められ、1919年に台長のジョージ・エラリー・ヘールはヒューメイソンをウィルソン山天文台のスタッフとして採用した。これは異例のことであったが、ヒューメイソンは観測によって重要な発見を成すことで、ヘールの判断が誤りでないことを示した。彼は、観測でかすかな銀河の写真や難しいスペクトログラムを得ることで、細心の注意を払う観測者として知られるようになった。彼の観測は、宇宙物理学の発展に大きな役割を果たした。特に、1928年に測定した系外銀河のスペクトルの赤方偏移は、1929年にエドウィン・ハッブルがハッブルの法則を発表する一助となった。1950年、スウェーデンのルンド大学から名誉博士号を授与された。1956年には新たな観測結果を元にハッブルの法則の修正をおこなった。1960年に非周期彗星C/1960 M1、1961年に近日点が火星軌道より遠い彗星C/1961 R1（フマーソン彗星）を発見した。
1919年12月27日から29日にかけてヒューメイソンがウィルソン天文台で撮影した写真乾板に冥王星が写されていたことが、1930年にクライド・トンボーによって冥王星が発見された後に判明した。
カリフォルニア州メンドシーノで死去。

## エポニム
月面のクレーターヒューメイソン、及び小惑星 ヒューメイソンは彼の名前にちなんで名づけられた。